# Waga sprężynowa

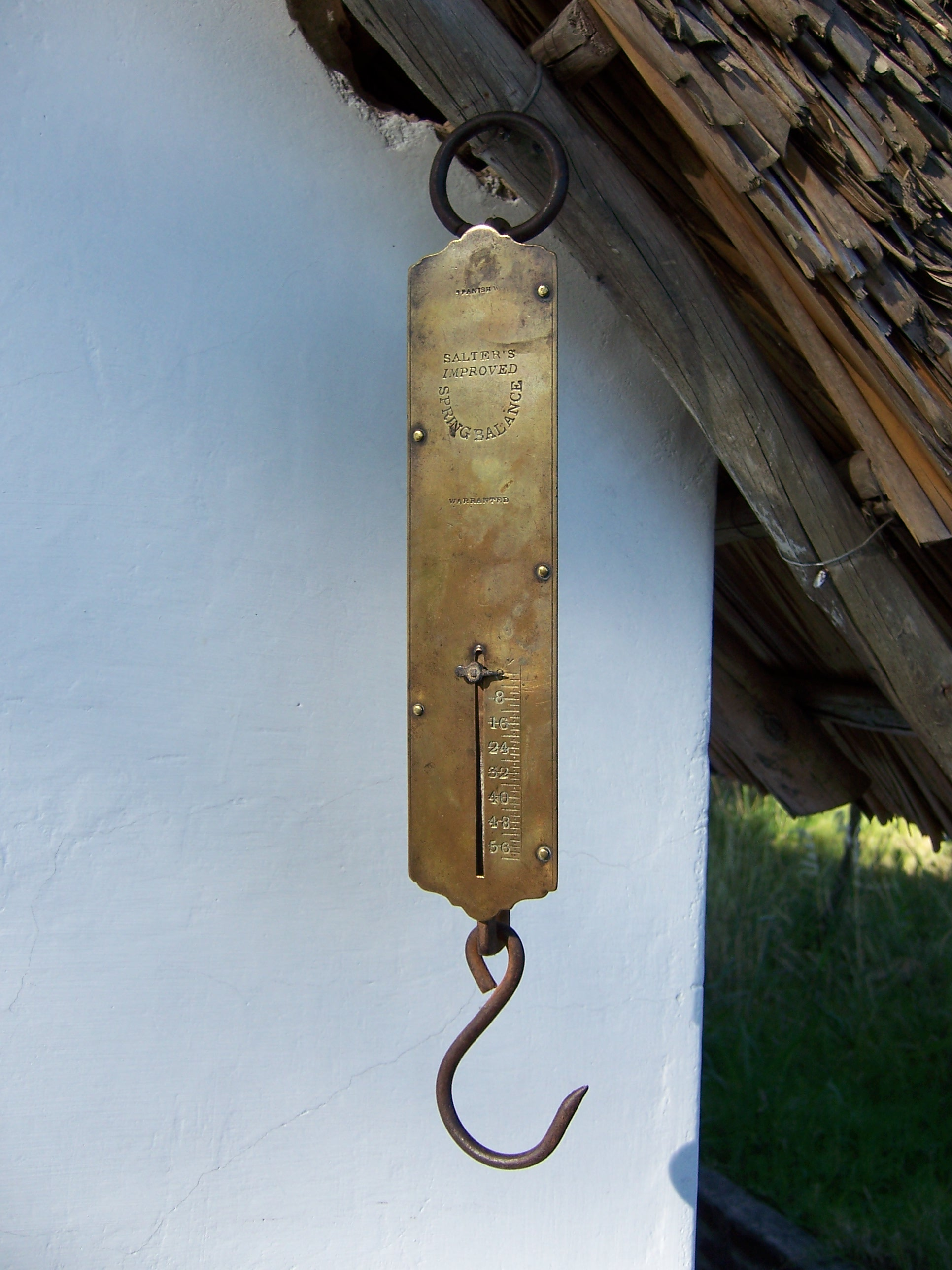
Waga sprężynowa

Waga sprężynowa jest przyrządem pomiarowym służącym do wyznaczania masy, którego główną częścią jest element sprężysty. Działa na zasadzie równoważenia sił: ciężaru ciała i siły sprężystości sprężyny, wywołanej jej odkształceniem. Zakres pomiarowy oraz dokładność pomiaru wagi sprężynowej zależą od charakterystyki sprężyny.
Waga sprężynowa stanowi właściwie siłomierz, wyskalowany w jednostkach masy przy założeniu określonej wartości przyspieszenia ziemskiego. Z tego powodu będzie wskazywać nieco inną masę tego samego ciała na biegunie, a inną na szczycie Mount Everest, ponieważ w tych miejscach występuje różne przyspieszenie grawitacyjne.